# Castelo de Almada
O Castelo de Almada localiza-se na freguesia e cidade de Almada, no distrito de Setúbal, em Portugal.

## História

### Antecedentes
Povoação estrategicamente localizada na margem esquerda do rio Tejo, fronteira a Lisboa, o seu atual nome remonta à ocupação muçulmana, quando se chamou al-Madan (mina de ouro ou prata), aludindo à atividade extrativa mineral praticada na região, à época.

### O castelo medieval
À época da Reconquista cristã da Península Ibérica, no âmbito da conquista de Lisboa aos mouros (1147), foi assaltada e conquistada pelas forças combinadas de D. Afonso Henriques (1112-1185) e dos cruzados. Reforçadas e ampliadas as suas defesas, o soberano outorgou-lhe Carta de Foral (1170).
No reinado de D. Sancho I (1185-1211), este outorgou à vila de Almada o seu segundo foral (1190). À época, as forças do Califado Almóada sob o comando do califa Iacube Almançor, haviam reconquistado o Algarve e, avançando para o norte, arrancavam ao domínio português, sucessivamente, o Castelo de Alcácer do Sal, o Castelo de Palmela e o Castelo de Almada (1191), arrasando-o. O soberano português reconquistou a vila de Almada em 1195, reconstruindo-lhe o castelo. Entretanto, só após a Batalha de Navas de Tolosa (1212), quando se registou uma vitória decisiva dos cristãos peninsulares contra os mouros, é que foram reconquistadas as terras perdidas para além das linhas de fronteiras que se estendiam do rio Tejo até Évora.
Em 24 de Fevereiro de 1255, o rei D. Afonso III (1248-1279) reconfirmou à Ordem de Santiago, na pessoa de seu Mestre, D. Paio Peres Correia e de seu Comendador, a posse dos castelos anteriormente doados por D. Sancho I e confirmados por D. Afonso II (1211-1223), de Alcácer do Sal, Almada, Arruda e Palmela.
Durante a crise de 1383-1385, no contexto do cerco à cidade de Lisboa, Almada foi cercada pelas forças de Castela, tendo o Condestável D. Nuno Álvares Pereira tentado libertá-la em Novembro de 1384, sem sucesso.

### Do século XV aos nossos dias
Ao longo dos séculos esta estrutura foi sucessivamente ampliada e reforçada, como por exemplo a construção, à época de D. Manuel I (1495-1521), de uma torre no setor sul da muralha.
No contexto da Guerra Civil Portuguesa (1828-1834), durante o combate de Cacilhas (23 de Julho de 1833), esta foi a derradeira posição miguelista a render-se às forças liberais.
Hoje, ocupada pelo Destacamento de Intervenção de Setúbal da Guarda Nacional Republicana, conserva parte das suas antigas muralhas. Aberto ao público, o jardim do castelo é um ponto turístico e de lazer.

## Galeria

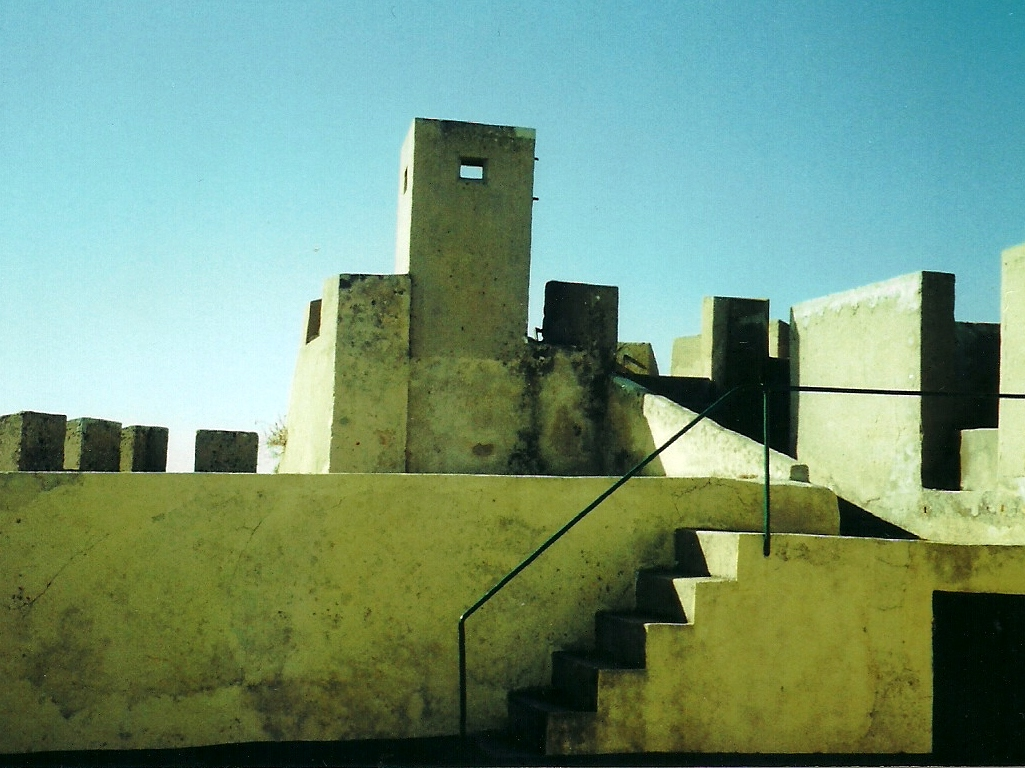
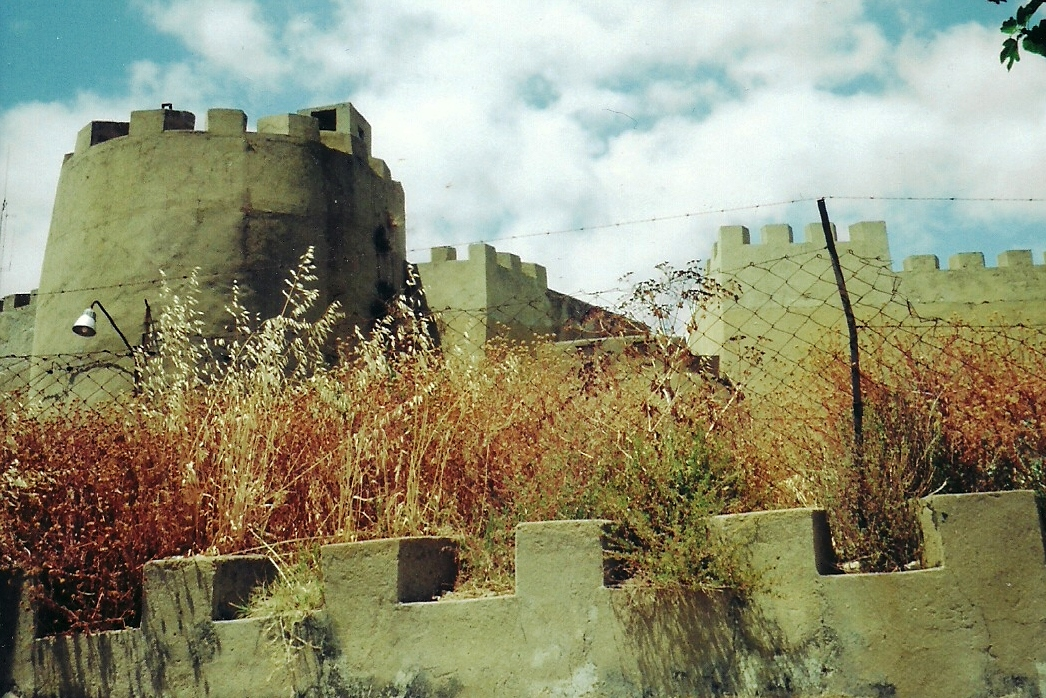
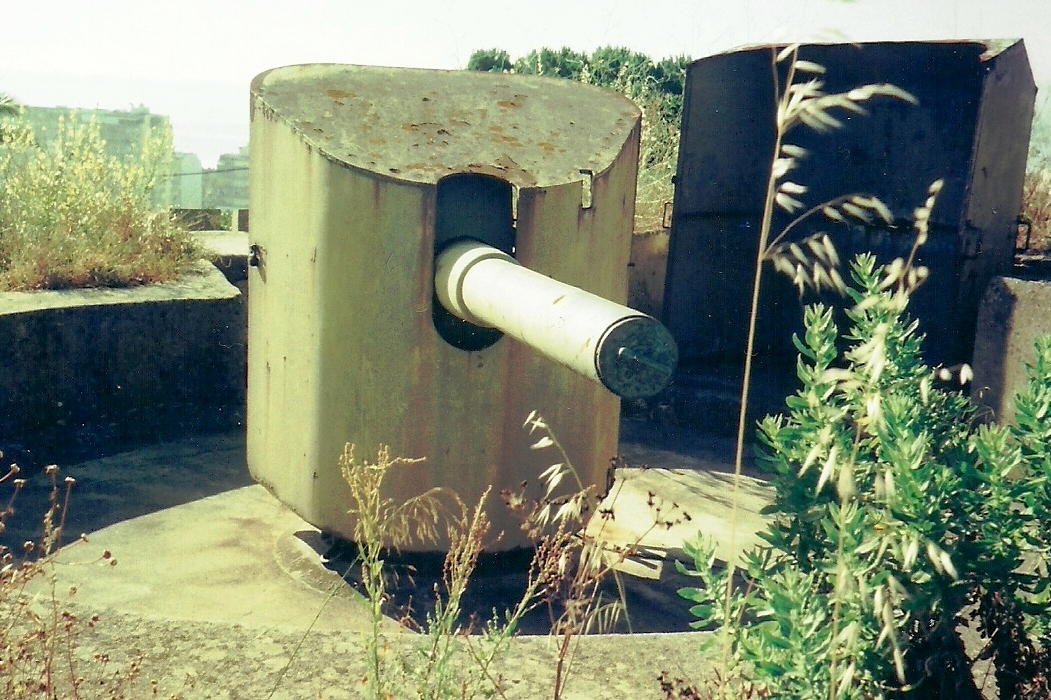
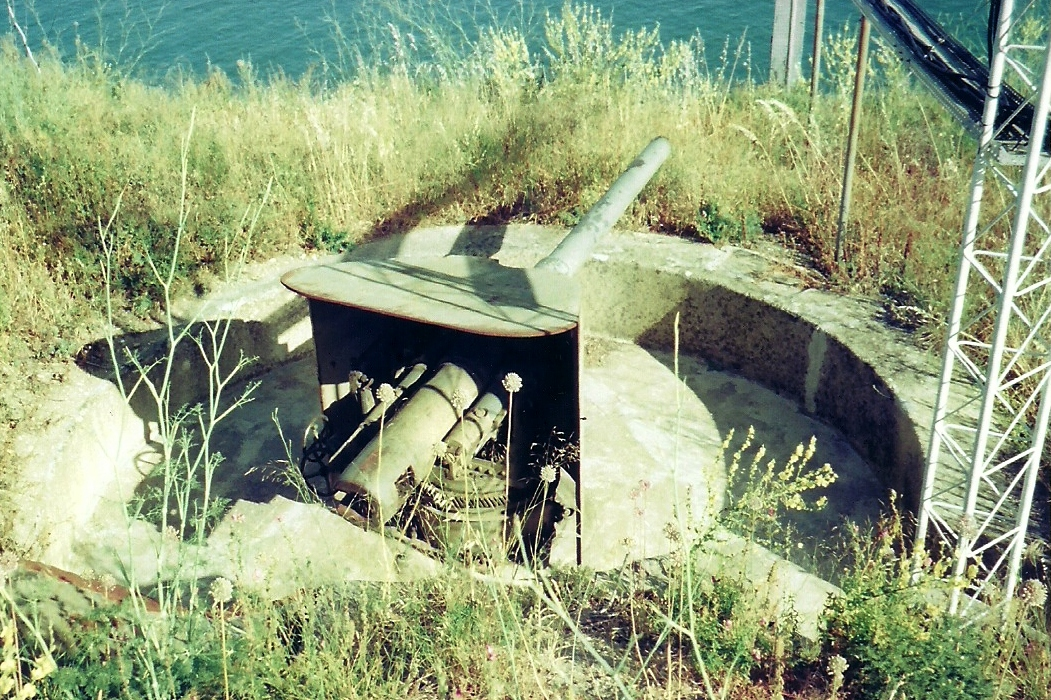
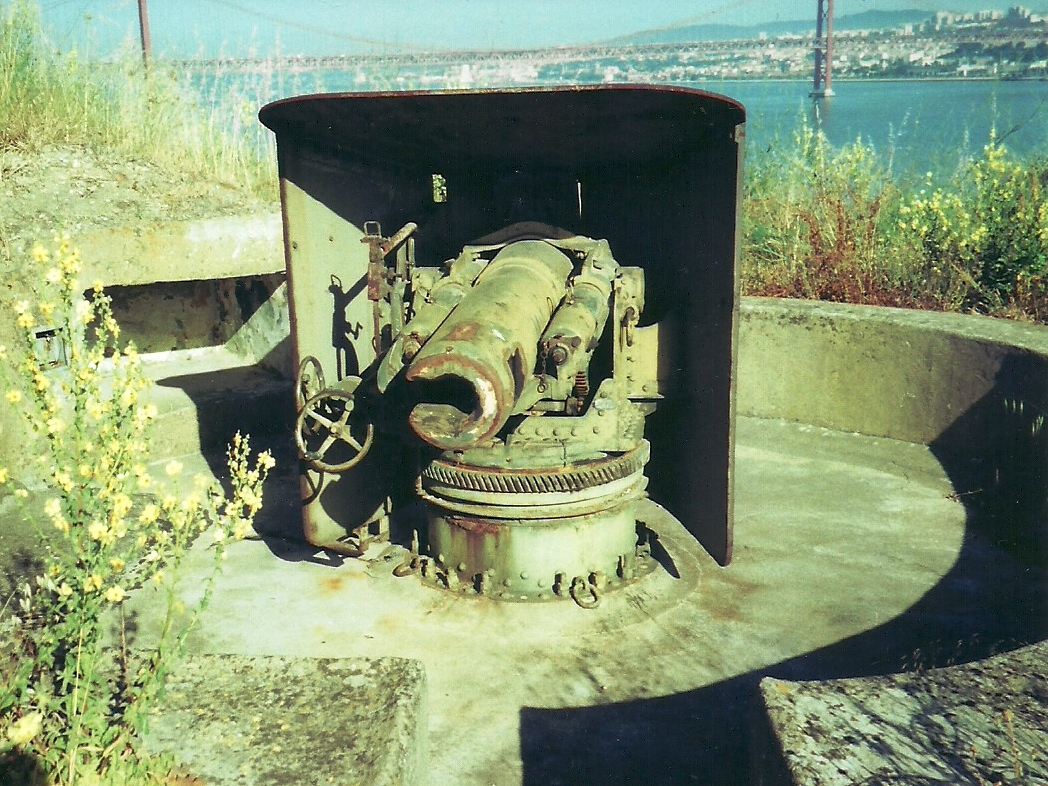
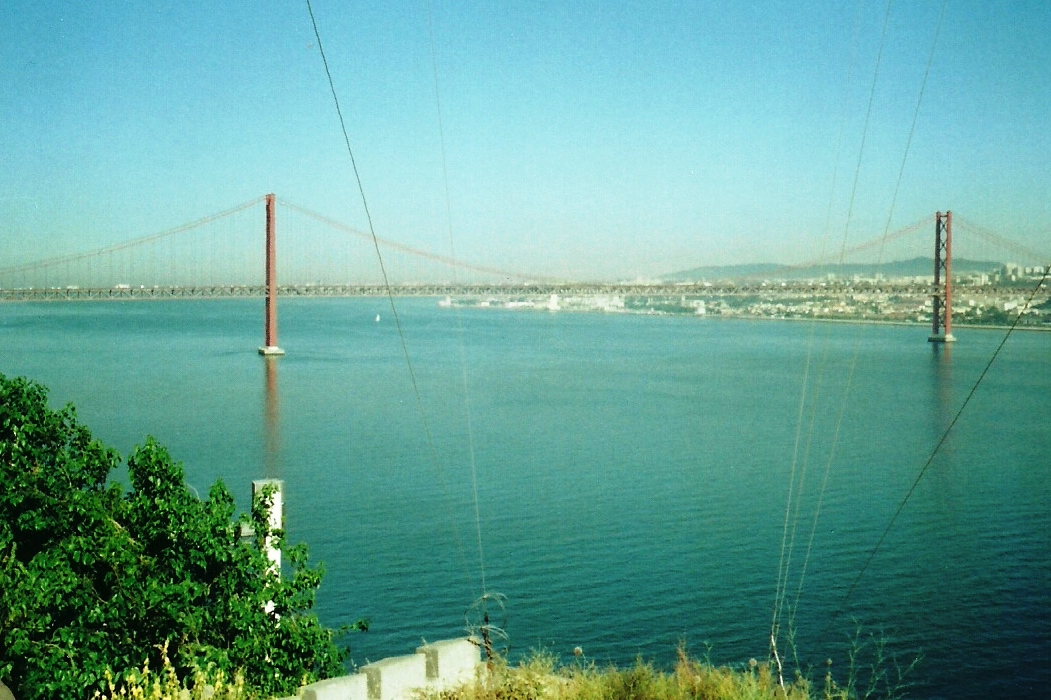
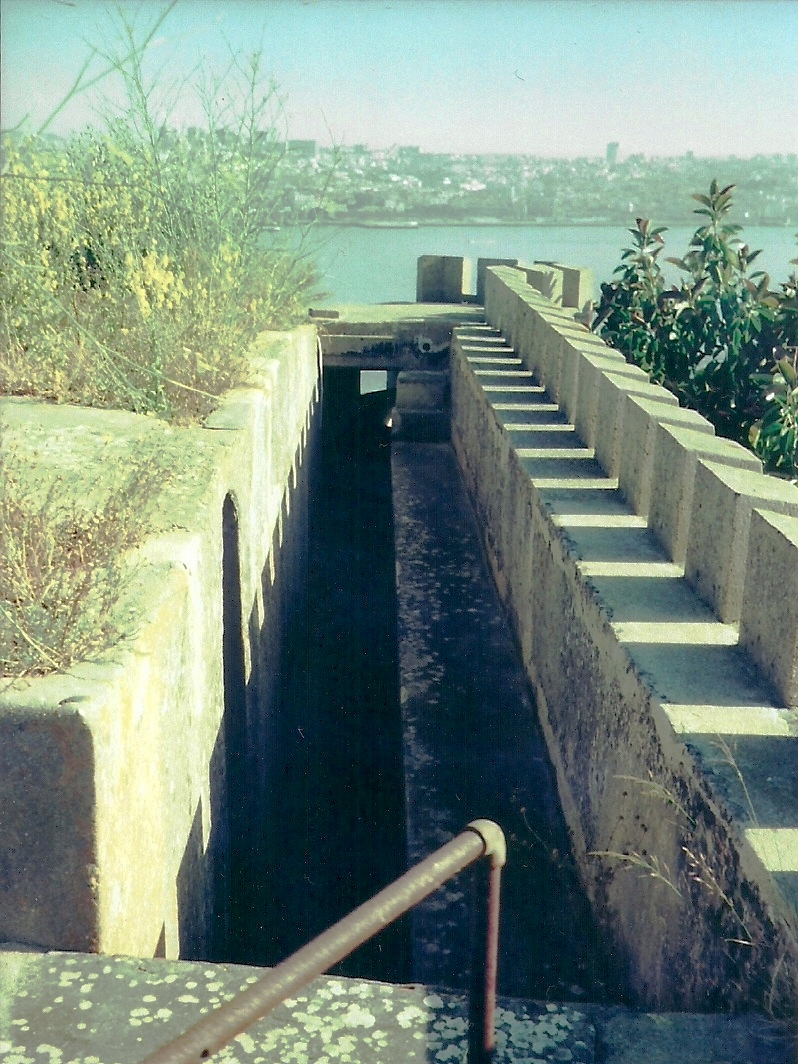